# Ruth Nankabirwa
Ruth Nankabirwa Ssentamu là một chính trị gia người Uganda, người đứng đầu Ủy ban bầu cử chính phủ hiện tại trong Nội các Uganda. Bà được bổ nhiệm vào vị trí đó vào ngày 1 tháng 3 năm 2015, thay thế Justine Lumumba Kasule, người được bổ nhiệm giữ chức Tổng thư ký của đảng chính trị Phong trào Kháng chiến Quốc gia cầm quyền ở Uganda vào ngày 23 tháng 12 năm 2014. Trước đó, từ ngày 27 tháng 5 năm 2011 đến ngày 1 tháng 3 năm 2015, Nankabirwa giữ chức Bộ trưởng Bộ Thủy sản Nhà nước trong Nội các thay thế Fred Mukisa, người bị loại khỏi nội các. Trước đó, bà là Bộ trưởng Tài chính vi mô, từ ngày 16 tháng 2 năm 2009 đến ngày 27 tháng 5 năm 2011  Bà cũng đồng thời là thành viên được bầu của quốc hội, đại diện cho Khu vực bầu cử phụ nữ của quận Kiboga.

## Bối cảnh và giáo dục
Ruth Nankabirwa sinh ngày 28/11/1965. Bà xuất thân từ quận Kiboga ở miền trung Uganda, học tại trường trung học nữ Nabisunsa, cho cả giáo dục tiểu học và trung học. Nankabirwa có bằng Cử nhân Nghệ thuật về Mỹ thuật của Đại học Makerere và cũng có bằng cấp của khóa học thạc sĩ nghệ thuật trong nghiên cứu xung đột.

## Nghề nghiệp
Từ năm 1994 đến năm 1995, bà là đại biểu của Quốc hội lập hiến. Năm 1996, Ruth Nankabirwa được bầu làm thành viên của quốc hội cho Đại biểu Phụ nữ cho Quận Kiboga và giữ vị trí đó cho đến ngày hôm nay. Từ năm 1998 đến năm 2001, bà là Bộ trưởng Bộ Ngoại giao cho Tamwe Luweero trong Văn phòng Thủ tướng. Từ năm 2001 đến 2009, bà giữ chức Bộ trưởng Bộ Quốc phòng, một chức vụ mà bà giữ cho đến khi được bổ nhiệm làm Bộ trưởng Tài chính vi mô. Trong cuộc cải tổ nội các ngày 27 tháng 5 năm 2011, Nankabirwa được chuyển sang Bộ Thủy sản với tư cách là Bộ trưởng Nhà nước, một vị trí mà bà giữ cho đến khi được bổ nhiệm làm Chánh văn phòng Chính phủ.